# عاصفة مغناطيسية أرضية

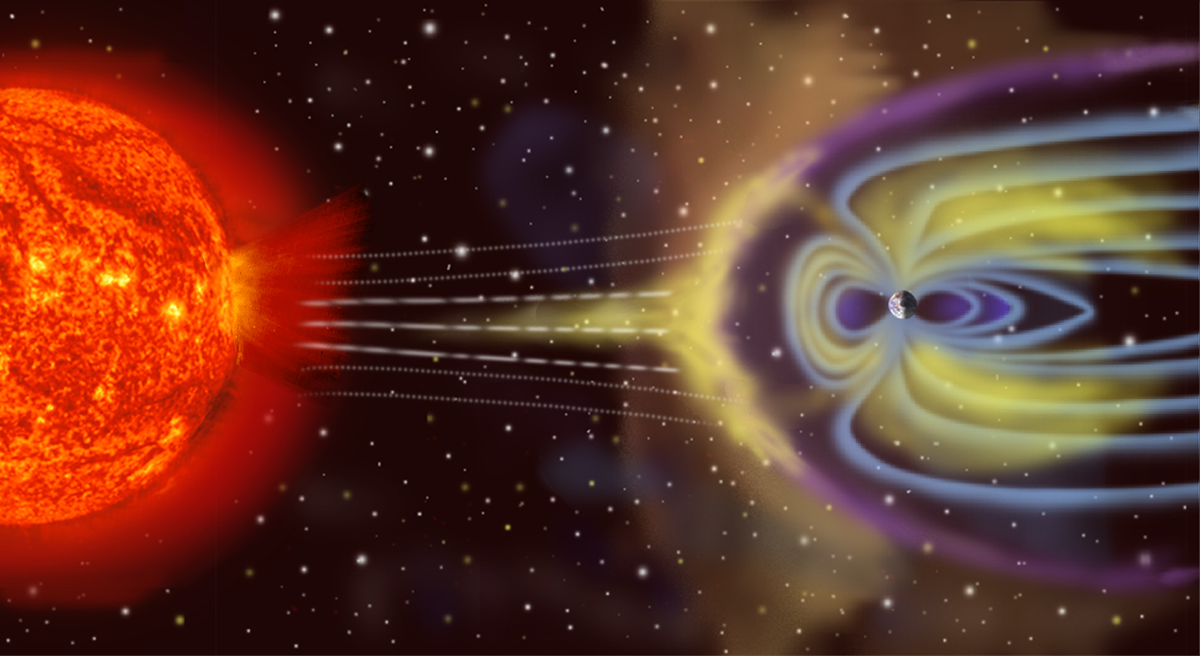
تتفاعل الجزيئات الشمسية مع مجال الأرض المغناطيسي

العاصفة المغناطيسية الأرضية أو العاصفة الجيومغناطيسية هي اضطراب مؤقت في مجال الأرض المغناطيسي والسبب في ذلك هو القدرة الشمسية
 العاصفة الجيومغناطيسية مكون رئيسي للطقس الفضائي وتساهم بالعديد من المكونات الأخرى للطقس الفضائي. والعاصفة الجيومغناطيسية تسببها موجة اهتزاز ريح شمسية و/أو غيمة الحقل المغناطيسي التي تتفاعل مع حقل الأرض المغناطيسي. الزيادة في ضغط الريح الشمسية تضغط على الغلاف المغناطيسي بشكل أولي ويتفاعل حقل الريح الشمسية المغناطيسي مع حقل الأرض المغناطيسي ويحول كمية متزايدة من الطاقة إلى الغلاف المغناطيسي. كلا التفاعلين يسببان في زيادة حركة البلازما خلال الغلاف المغناطيسي (تقودها المجالات الكهربائية المتزايدة داخل الغلاف المغناطيسي) والزيادة في التيار الكهربائي في الغلاف المغناطيسي والأيونوسفير. خلال المرحلة الرئيسية للعاصفة الجيومغناطيسية، فإن التيار الكهربائي في الغلاف المغناطيسي يخلق قوة مغناطيسية تدفع الحد بين الغلاف المغناطيسي والريح الشمسية. الاضطراب في الوسط البين الكواكب الذي يقود العاصفة الجيومغناطيسية قد بسبب انبعاث كتلي إكليلي (CME) أو مجال سرعة عالي (منطقة تفاعل دائرة مختلط أو CIR) للريح الشمسية ينشأ من منطقة حقل مغناطيسي ضعيف على سطح الشمس. تردد العواصف الجيومغناطيسية يزيد وينقص مع دورة البقعة الشمسية. العواصف التي يقودها الانبعاث الكتلي الإكليلي أكثر شيوعا خلال الحد الأعلى للدورة الشمسية والعواصف التي يقودها تفاعل الدائرة المختلط أكثر شيوعا خلال الحد الأدنى للدورة الشمسية.
هناك عدة ظواهر في الطقس الفضائي يمكن أن تكون مرتبطة بالعواصف الجيومغناطيسية أو تسببها عاصفة جيومغناطيسية. هذه تتضمن: الجزيئة النشيطة الشمسية (SEP), التيارات المستحثة جيومغناطيسيا ت.م.ج. (GIC)، الاضطرابات الأيونوسفيرية التي تسبب وميض الرادار والراديو، عرقلة الملاحة بالبوصلة المغناطيسية والعروض الشفقية في خطوط العرض تكون أوطأ بكثير من الوضع الطبيعي. في عام 1989, نشطت عاصفة جيومغناطيسية تيارات مستحثة أرضية التي عرقلت توزيع الطاقة الكهربائية في أغلب أنحاء محافظة كيبيك وسببت شفقا قطبيا في أماكن في الجنوب حتى تكساس.

## آثار العاصفة الجيومغناطيسية

### اضطراب النظم الكهربائية
قد قُدِّر أن حدوث عاصفة جيومغناطيسية بحجم العاصفة الشمسية لسنة 1859 سيسبب اليوم خسائر في الأقمار الاصطناعية وشبكات الطاقة والاتصالات الراديوية بقيمة مليارات أو حتى تريليونات الدولارات. كما يمكن أن يؤدي إلى انقطاع في التيار الكهربائي على نطاق واسع، فيتعذر إصلاحه لمدة أسابيع أو شهور أو حتى سنوات. وانقطاعات مفاجئة كهذه يمكن أن تهدد الإنتاج الغذائي.

### اضطراب شبكة الكهرباء
عندما تمر المجالات المغناطيسية بجوار موصل كالأسلاك، ينتج تيار مستحث عبر المغناطيسية الأرضية في الموصل. وهذا يحدث على نطاق واسع خلال العواصف الجيومغناطيسية (الآلية نفسها أثرت على خطوط الهاتف والتلغراف قبل ظهور الألياف البصرية) في جميع خطوط النقل الطويلة التي تمتد لكيلومترات عديدة. ومن الجدير بالذكر أن هذا يشمل مشغِّلين في الصين وأمريكا الشمالية وأستراليا، خاصة في خطوط الجهد العالي والمقاومة المنخفضة. الشبكة الأوربية تتكون أساسا من دوائر نقل أقصر، وبالتالي فهي أقل عرضة للضرر.
التيارات المستحَثة في هذه الخطوط بفعل العواصف الجيومغناطيسية تضر بمعدات النقل الكهربائية، خاصة المحوِّلات فهي تجعل قلبها متشبِّعا مغناطيسيا وتقيِّد أداءها، كما تجعل لفائف وقلب المحوِّل عرضة للتسخين، وفي الحالات القصوى يمكن للحرارة الزائدة أن تدمِّرها، أو تحفِّز سلسلة من ردود الأفعال التي تُرهِق المحوِّل في نهاية المطاف. معظم المولِّدات متصلة بالشبكة عن طريق المحوِّلات، وانعزالها عن التيارات المستحَثة في الشبكة، يجعلها أقل عرضة للتلف الناجم عن التيار المستحَت عبر المغناطيسية الأرضية. ومع ذلك، فالمحوِّل المتأثِّر بهذا الأخير سيكون بمثابة حِمل غير متوازن للمولِّد، مسببا تيارا سالبا متسلسلا في العضو الثابت للمولِّد ونتيجة لذلك تسخين العضو الدوار.